# Plaza del Muro de las Lamentaciones
Plaza del Muro de las Lamentaciones (en inglés: Western Wall Plaza en hebreo: רחבת הכותל המערבי‎) es una plaza en el Barrio Judío de la Ciudad vieja de Jerusalén junto al Muro de los Lamentaciones que está situado en el lado oriental de la plaza. El espacio fue establecido en 1967 después de la toma de la ciudad, en el lado norte de la plaza se encuentra el: Túnel del Muro de los Lamentaciones y la cadena de generaciones Center, en el lado sur de la plaza se encuentra el: Parque Arqueológico de Jerusalén y la Puerta del Estiércol. En el lado occidental de la plaza se encuentra el Barrio Judío de la Ciudad Vieja de Jerusalén.

## Galería

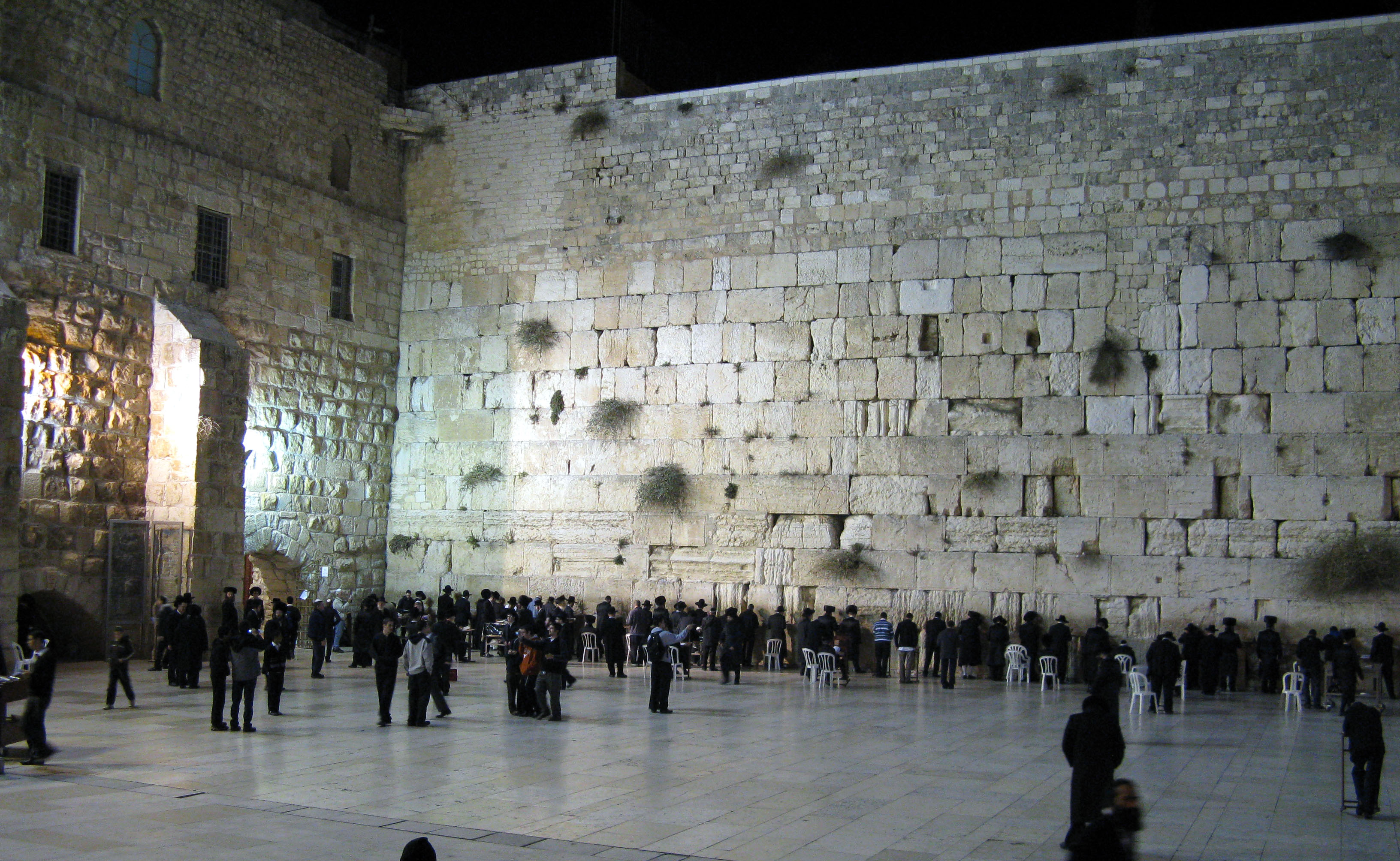
Muro de las Lamentaciones
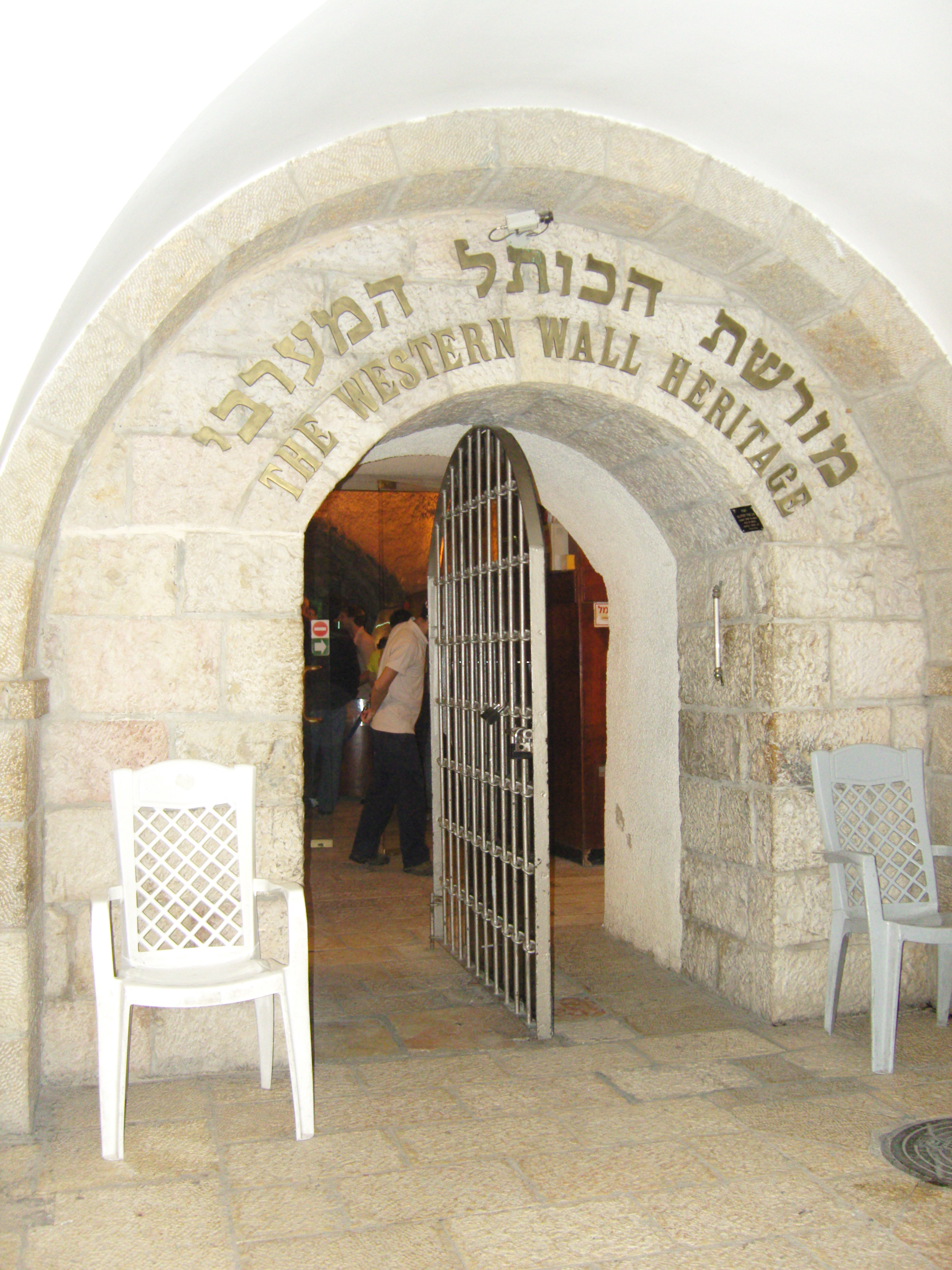
Muro de los Lamentaciones túnel
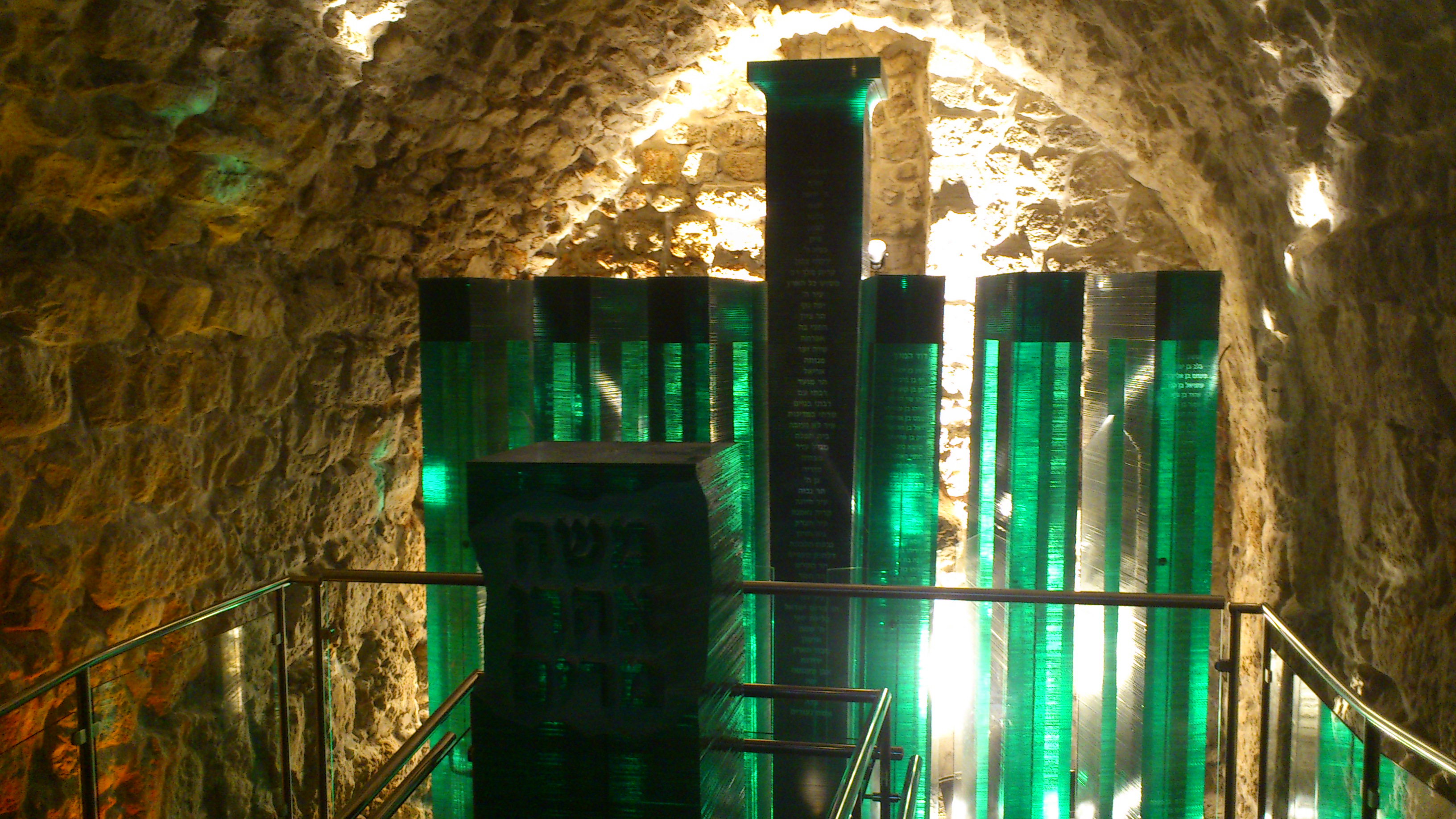
La cadena de generaciones Center
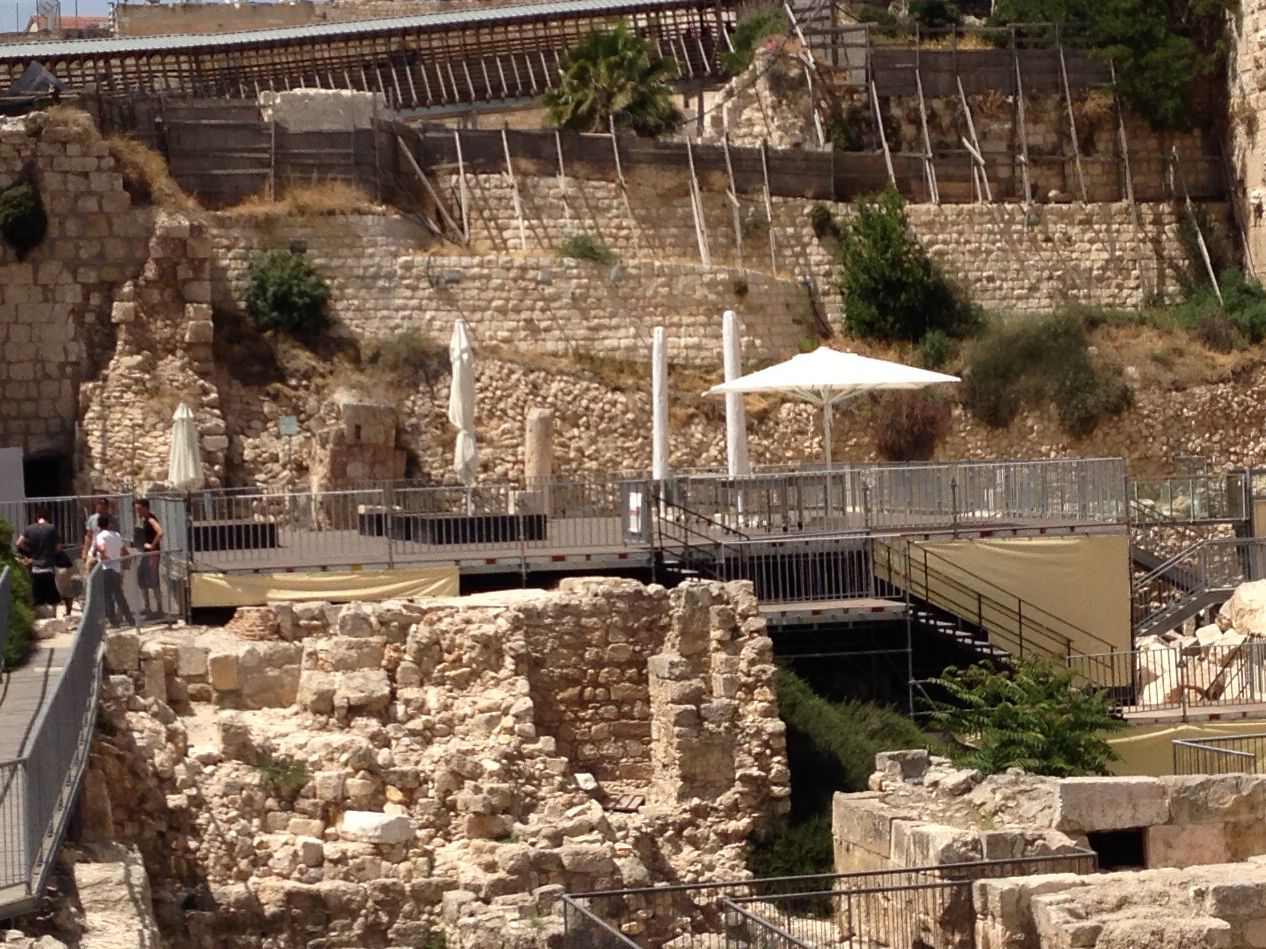
Azarat Israel - Orar Plaza
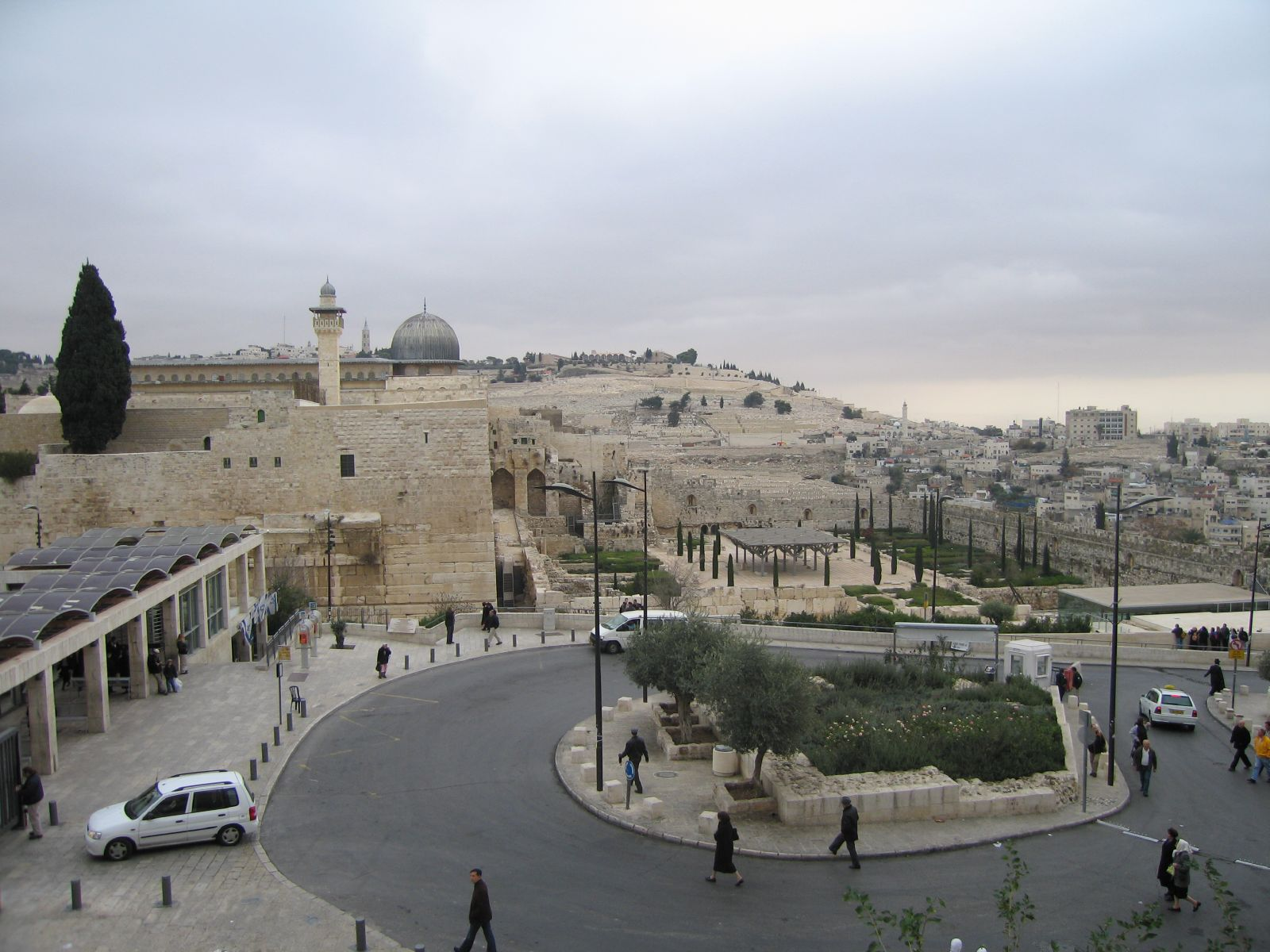
Parque Arqueológico de Jerusalén
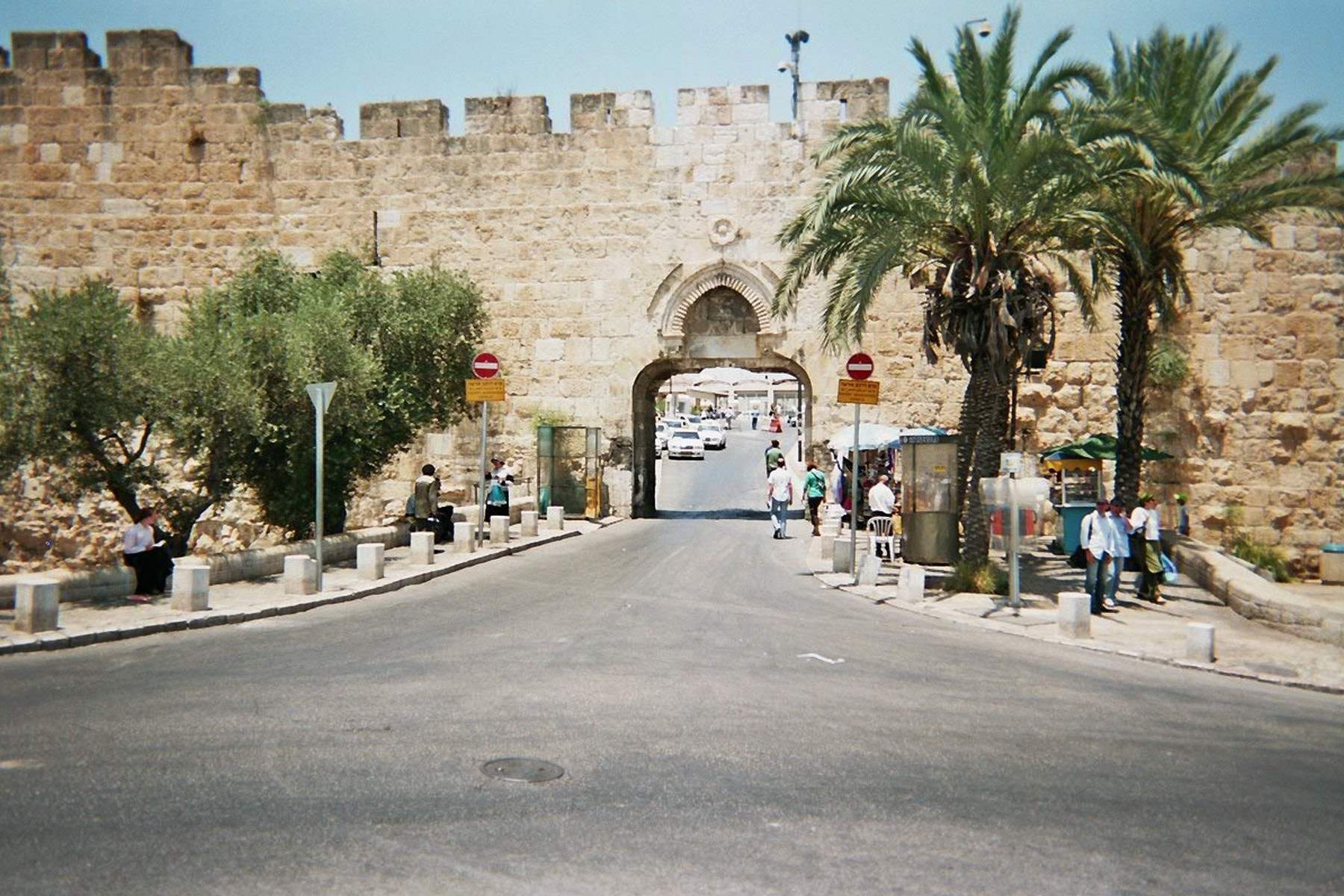
Puerta del Estiércol

- Datos: Q24009481
- Multimedia: Western Wall Plaza / Q24009481